# Tobias (stripfiguur Jommeke)
Tobias is een personage uit de Vlaamse stripreeks Jommeke. 

## Omschrijving
Tobias is de hond van baron Odilon van Piependale en een vriend van Jommeke. Het is een bruine hond met lange oren en zeer grote poten. Odilon gebruikt hem als rijdier. Tobias is niet zo'n grote speurder, tenzij in de strip Tobias Snuffel waar hij een supersnuffelhond wordt na inname van een kruidendrankje.  Wanneer Pekkie in de buurt is, ontstaat er tussen beide honden meestal een wild spelletje waarbij heel wat meubilair wordt beschadigd.
Tobias behoort tot het fictieve ras van de platvoetloederhonden.  Hij verschijnt voor het eerst in nummer 96: Paniek rond Odilon.